# Able (Automarke)
Able war eine französische Automarke.

## Unternehmensgeschichte
Das Unternehmen Paul Toulouse aus Orgon begann 1920 mit der Produktion von Automobilen. Ein Zweigwerk befand sich in Avignon. 1925 endete die Produktion.

## Fahrzeuge
Das einzige Modell war ein Kleinwagen. Für den Antrieb sorgten verschiedene Vierzylindermotoren. Motorenlieferanten waren  Chapuis-Dornier, CIME und S.C.A.P. Präzise genannt sind ein OHV-Motor von Chapuis-Dornier mit 1095 cm³ Hubraum und ein OHC-Motor von CIME mit 1496 cm³ Hubraum.